# Pfarrkirche Feuersbrunn

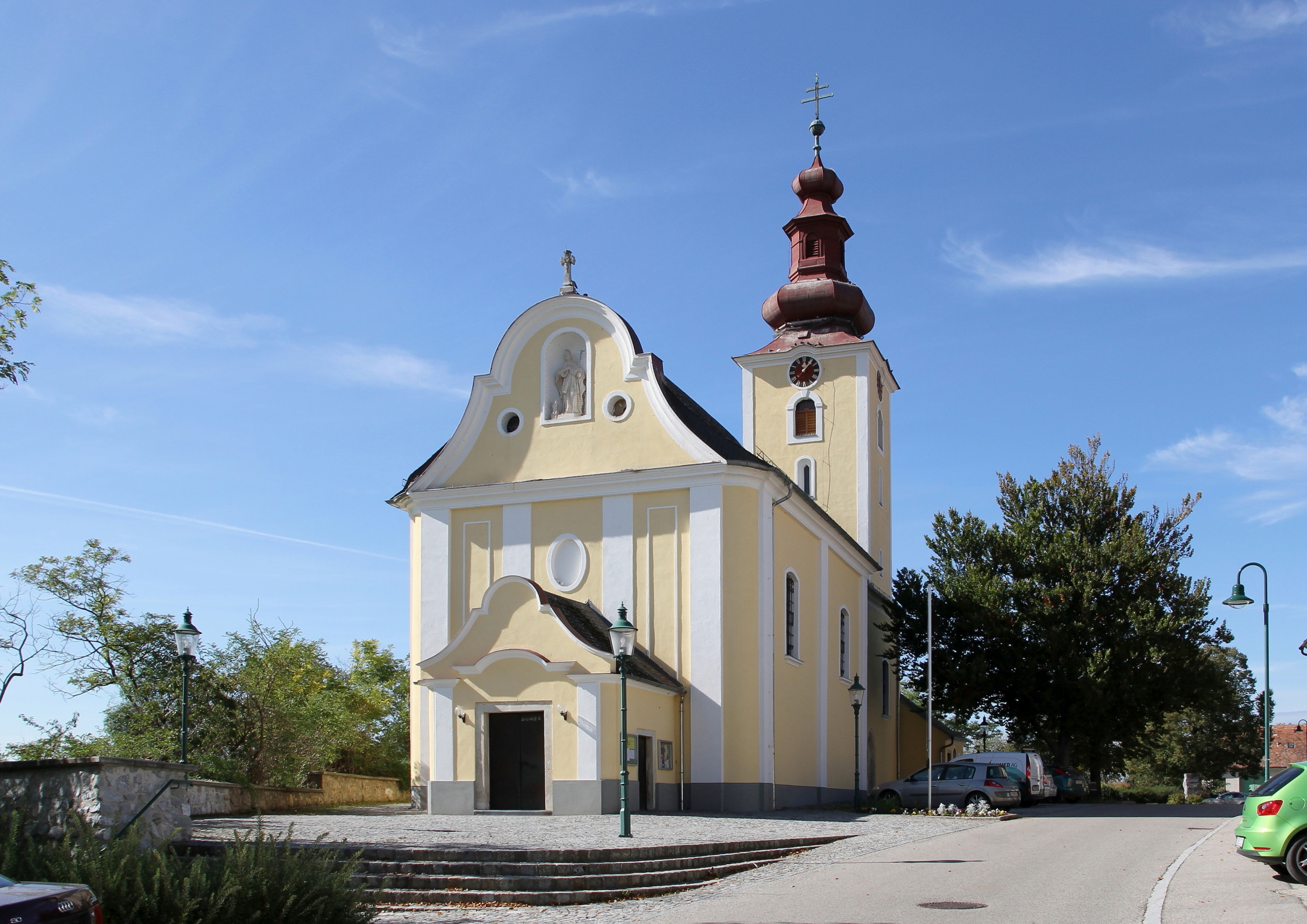
Kath. Pfarrkirche hl. Ägidius in Feuersbrunn

Die römisch-katholische Pfarrkirche Feuersbrunn steht erhöht am Südwestrand des Ortes Feuersbrunn in der Marktgemeinde Grafenwörth im Bezirk Tulln in Niederösterreich. Die dem heiligen Ägidius geweihte Kirche gehört zum Dekanat Hadersdorf im Vikariat Unter dem Manhartsberg der Erzdiözese Wien. Die Kirche steht unter Denkmalschutz.

## Geschichte
Eine Pfarre wurde urkundlich vor 1355 genannt. Die wohl geostete mittelalterliche Kirche mit einem Westturm ist heute Westturm und Chor. Die geostete Südkapelle am heutigen Chor ist aus 1679. 1761 oder 1774 wurde spätbarock mit einem neuen Langhaus nach Osten erweitert und die Kirche nach Westen umorientiert. 1930 war eine Renovierung. 1969 wurde die Kirche außen, 1985 innen restauriert.

## Ausstattung

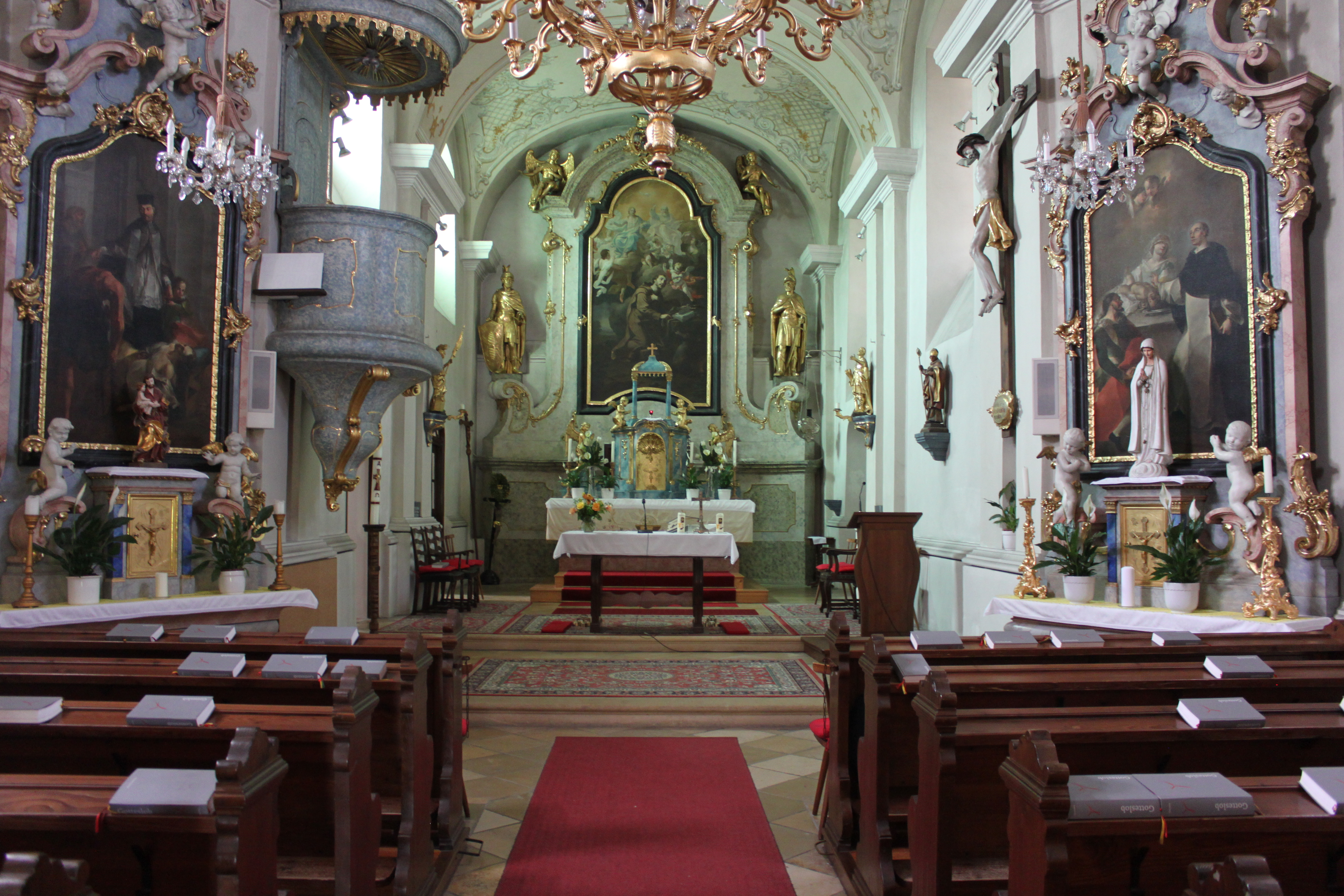
Innenansicht

Die drei einander entsprechenden Rokokoaltäre aus der Bauzeit wurden 1985 renoviert.
Die Orgel mit 10 Registern baute Franz Reusch (1881).